# 코스모폴리스 (영화)
코스모폴리스(Cosmopolis)는 2012년 공개된 영화로, 동명의 소설을 원작으로 한다.

## 줄거리
28세의 억만장자이자 통화 투기꾼인 에릭 패커는 최첨단 리무진 사무실에서 교통 체증을 뚫고 자신이 선호하는 이발소로 느긋하게 이동한다. 그 과정에서 다양한 방문객들과 만나 삶의 의미와 사소한 이야기들을 나눈다. 교통 체증은 미국 대통령의 방문과 에릭이 가장 좋아하는 랩 가수의 장례식 때문에 발생한다. 그는 통화 투기로 막대한 손실을 보면서도 로스코 채플을 사들이는 공상을 한다.
에릭은 택시 안에서, 서점에서, 극장 앞에서 아내 엘리스를 만나지만 그녀는 그와의 성관계를 거부한다. 에릭은 다른 두 여자와 성관계를 가진다. 통화 투기로 재산의 상당 부분을 잃자, 그의 아내는 이것을 이유로 이혼을 요구한다. 거리에서는 반자본주의 시위자들이 쥐를 흔들고 "자본주의의 유령이 세상을 배회한다"라고 외친다. 그들은 에릭의 리무진에 낙서를 하고, 그에게 파이를 던지기도 한다. 에릭은 자신을 노리는 암살자가 있다는 것을 알게 되지만, 별다른 관심을 보이지 않는다.
에릭은 리무진 안에서 의사에게 매일 건강 검진을 받는다. 그는 자신의 전립선이 비대칭이라는 사실에 걱정한다. 통화 투기로 대부분의 재산을 잃으면서 에릭의 세계는 무너지기 시작하고 결국 자신의 경호원을 살해한다. 이발소에 도착한 그는 아버지와 알고 지내던 이발사에게 한쪽 머리만 깎는다. 이발사와 운전사는 서로의 택시 운전 경력에 대해 이야기한다. 이발사는 에릭에게 경호원의 총을 버렸다는 사실을 알고 자신의 총을 건넨다.
에릭은 자기 파멸의 길을 따라가며, 잠재적인 살인자이자 전 직원이던 리처드 시츠, 일명 베노 레빈을 찾아간다. 에릭은 자살할 준비가 된 듯 보이지만, 대신 자신의 손에 일부러 총을 쏜다. 자본주의 시스템에 방황하는 시츠는 에릭의 통화 투기 실수가 완벽한 대칭과 패턴을 찾으려 한 데 있다고 지적한다. 그는 오히려 비대칭을 봐야 했으며, 에릭의 비대칭 전립선이 이를 알려주고 있었다고 말한다. 시츠가 에릭의 머리에 총을 겨누지만 에릭은 죽음에 대한 두려움을 극복한 듯 보이며, 시츠가 방아쇠를 당기길 기다린다. 에릭의 운명은 불확실하게 남겨진다.

## 출연

### 주연
- 로버트 패틴슨
- 제이 바루첼
- 줄리엣 비노쉬
- 폴 지아마티

### 조연
- 케빈 두런드
- 사만다 모튼
- 사라 가돈
- 마티유 아말릭
- 에밀리 햄프셔
- 제이딘 웡
- 고치 보이
- 패트리시아 맥켄지
- 마리아 후안 가르시아스
- 애너 하드윅
- 필립 노주카
- 밀턴 반스

## 기타
- 라인프로듀서: 조셉 보시아
- 조감독: 게로드 슐리
- 믹싱: 장 폴 뮤젤
- 미술: 어빈더 그레월
- 배역: 데아드르 보웬
- 프로덕션매니저: 조셉 보시아